# Sinfonía de la mañana
Sinfonía de la mañana es un programa radiofónico de la emisora española Radio Clásica de Radio Nacional de España. Se emite de lunes a viernes de 08:00 a 09:30 horas. Presentado por el periodista y melómano Martín Llade el programa narra anécdotas reales de la vida de compositores e intérpretes de música clásica y se ilustra con la audición de algunas de sus obras e interpretaciones. 
En 2016 su director, Martín Llade, recibió por este programa el Premio Ondas al mejor presentador de radio hablada, coincidiendo con el 50 aniversario de Radio Clásica.

## Colaboradores
Entre los colaboradores de la temporada 2019-2020 se encuentran Pablo Romero, Sergio Pagán, Luis Antonio Muñoz, Laia Falcón, Elisa Rapado, Darío Meta, Charli Faber, José Manuel Sebastián, Marta Vela, Salvador Campoy y Marta Rozas.

"Yo mismo fui un locutor muy serio que jamás se hubiera imaginado que iba a decir las cosas que digo en un programa como Sinfonía de la mañana. Nos hemos vuelto más cercanos, más Radio 3. (la audiencia) es más joven de lo que era y (...) llega sin complejos. Ya no hace falta llegar a Radio Clásica con un conocimiento musical complejo, el servicio que damos es disfrutable para mucha más gente. Y por eso tenemos los mejores EGM de nuestra historia".
Martín Llade (Diario El Mundo, 17-12-2021) 